# Serre del Burano
Serre del Burano este o arie protejată (arie specială de conservare — SAC, sit de importanță comunitară — SCI, arie de protecție specială avifaunistică — SPA) din Italia întinsă pe o suprafață de 3.720 ha, integral pe uscat.

## Localizare
Centrul sitului Serre del Burano este situat la coordonatele 43°30′50″N 12°31′00″E / 43.5139°N 12.5167°E.

## Înființare
Situl Serre del Burano a fost declarat sit de importanță comunitară în iunie 1995 pentru a proteja 1 specie de plante și 19 specii de animale. Alte tipuri de protecție:
- arie de protecție specială avifaunistică (în martie 2003)[2]
- arie specială de conservare (în decembrie 2016)[1][3][4]

## Biodiversitate
Situată în ecoregiunea continentală, aria protejată conține 9 habitate naturale: Pajiști uscate europene, Păduri ilirice de stejar și carpen (Erythronio-Carpinion), Galerii de Salix alba și de Populus alba, Pajiști uscate seminaturale și facies de acoperire cu tufișuri pe substraturi calcaroase (Festuco-Brometalia) (* situri importante pentru orhidee), Păduri de stejar alb estice, Formațiuni de Juniperus communis pe lande sau pajiști calcaroase, Păduri de fag din Apenini cu Taxus și Ilex, Păduri de Castanea sativa, Pseudostepă cu ierburi și specii anuale de Thero-Brachypodietea.
La baza desemnării sitului se află mai multe specii protejate:
- plante (1): Himantoglossum adriaticum
- păsări (16): uliu păsărar (Accipiter nisus), buha (Bubo bubo), șorecarul comun (Buteo buteo), caprimulg (Caprimulgus europaeus), pițigoi albastru (Cyanistes caeruleus), măcăleandru (Erithacus rubecula), cinteză (Fringilla coelebs), sfrâncioc roșiatic (Lanius collurio), Leiopicus medius, viespar (Pernis apivorus), pițigoi sur (Poecile palustris), aușel sprâncenat (Regulus ignicapilla), silvie cu cap negru (Sylvia atricapilla), sturz-cântător (Turdus philomelos), sturz (Turdus pilaris), sturzul de vâsc (Turdus viscivorus)
- amfibieni (2): Bombina pachypus, Salamandrina terdigitata
- pești (1): salmo cettii (Salmo cetti)

Pe lângă speciile protejate, pe teritoriul sitului au mai fost identificate 18 specii de plante, 3 specii de păsări, 1 specie de amfibieni, 1 specie de nevertebrate, 1 specie de pești.